# Regueiro (Boborás)
Regueiro (llamada oficialmente San Pedro do Regueiro) es una parroquia y un lugar español del municipio de Boborás, en la provincia de Orense, Galicia.

## Toponimia
La parroquia también es conocida por el nombre de San Pedro de Regueiro.

## Organización territorial
La parroquia está formada por cuatro entidades de población, constando dos de ellas en el nomenclátor del Instituto Nacional de Estadística español:
- Las Santas (As Antas)
- Regueiro (O Regueiro de Abaixo)
- O Regueiro de Arriba
- Sonelle

## Demografía

### Parroquia
| Gráfica de evolución demográfica de Regueiro (parroquia) entre 2000 y 2022 |
|                                                                            |
| Datos según el nomenclátor publicado por el INE.                           |

### Lugar
| Gráfica de evolución demográfica de Regueiro (lugar) entre 2000 y 2022 |
|                                                                        |
| Datos según el nomenclátor publicado por el INE.                       |